# Top Dog Germany – Der beste Hund Deutschlands
Top Dog Germany – Der beste Hund Deutschlands ist eine seit 2021 von RTL Studios GmbH produzierte Physical-Dogshow, in welcher Hundebesitzer mit ihren Hunden einen Parcours überwinden müssen. Moderiert und kommentiert wird die Sendung von Frank Buschmann und Jan Köppen. 2021 bis 2022 sowie 2024 agierte Laura Wontorra als Field-Reporterin, 2025 übernimmt Victoria Swarovski diese Funktion.

## Konzept
In den Vorrunden mit Final-Qualifikation sollen sie zeigen, dass sie gut zusammenarbeiten und den Hindernisparcours schnell bewältigen. Die Hundebesitzer treten mit ihren Vierbeinern in mehreren Vorrunden und einer Endrunde an.
In den Vorrunden-Shows geht es um den Einzug ins Finale sowie um 5.000 Euro, die jeder Tagessieger gewinnen kann und von denen 1.000 Euro an eine selbstgewählte Tierschutzorganisation gespendet werden. Die beiden Teams, die den Parcours am schnellsten absolvieren, sichern sich ihr Finalticket direkt, während Platz 3 und 4 im direkten Duell erneut gegeneinander antreten müssen. Der Gewinner dieses Duells qualifiziert sich für das Finale. Auf das erst- und zweitplatzierte Team wartet erneut ein Duell, welches über den Tagessieg entscheidet. Im Finale geht es um den Titel „Top Dog Germany“ sowie um ein Preisgeld in Höhe von 25.000 Euro, von denen 5.000 Euro an eine Tierschutzorganisation nach Wahl gehen.
Wie bereits in den ersten zwei Staffeln gibt es zudem die Sonderwertung „Last Shorty Standing“ für die kleinen Rassen. Das erst- und zweitplatzierte Team in dieser Kategorie erhält in den Vorrunden je ein Finalticket, der bestplatzierte kleine Hund wird im Finale mit weiteren 5.000 Euro ausgezeichnet, von welchen die Hundebesitzer ebenfalls 1.000 Euro für einen guten Zweck spenden. Seit Staffel 4 gibt es Stage 1 (2 Joker) und Stage 2 (1 Joker). Seit Staffel 5 gibt es eine Altersgrenze für Hunde die bei 10 Jahren liegt.

## Experten
Seit Staffel 1 ist Tierärztin und Bloggerin Tanja Pollmüller, genannt Doc Polly, gemeinsam mit ihrem Tierärzte-Team, für die tierärztliche Grundversorgung vor Ort zuständig und erläutert die medizinischen Besonderheiten der teilnehmenden Hunde.
Seit Staffel 2 ist zudem Agility-Trainer Jan Dießner als Schiedsrichter dabei. Die Hindernisse im Parcours wurden mit dem Hundeexperten zum Wohl der Tiere bereits im Vorfeld abgestimmt. Während der Sendung ordnet Jan Dießner für die Zuschauer die Läufe der Hunde ein, gibt Tipps zur Hundeerziehung und steht dem Moderationsteam bei Rückfragen zur Verfügung.

## Episodenliste

### Übersicht
| Staffel | Premiere          | Finale            | Episoden | Gewinner                   | Moderation      | Moderation | Moderation         |
| ------- | ----------------- | ----------------- | -------- | -------------------------- | --------------- | ---------- | ------------------ |
| 1       | 23. Juli 2021     | 20. August 2021   | 6        | Melanie und Hündin Trouble | Frank Buschmann | Jan Köppen | Laura Wontorra     |
| 2       | 17. Juni 2022     | 22. Juli 2022     | 6        | Melanie und Hündin Trouble | Frank Buschmann | Jan Köppen | Laura Wontorra     |
| 3       | 23. Juni 2023     | 4. August 2023    | 7        | Dominik und Hund Ninja     | Frank Buschmann | Jan Köppen |                    |
| 4       | 6. September 2024 | 4. Oktober 2024   | 5        | Zeqir und Hund Fukano      | Frank Buschmann | Jan Köppen | Laura Wontorra     |
| 5       | 8. August 2025    | 5. September 2025 | 5        |                            | Frank Buschmann | Jan Köppen | Victoria Swarovski |

### Staffel 1
| Nr. (ges.) | Nr. (St.) | Originaltitel | Erstausstrahlung Deutschland |
| ---------- | --------- | ------------- | ---------------------------- |
| 1          | 1         | Vorrunde (1)  | 23. Juli 2021                |
| 2          | 2         | Vorrunde (2)  | 24. Juli 2021                |
| 3          | 3         | Vorrunde (3)  | 30. Juli 2021                |
| 4          | 4         | Vorrunde (4)  | 6. Aug. 2021                 |
| 5          | 5         | Vorrunde (5)  | 13. Aug. 2021                |
| 6          | 6         | Finale        | 20. Aug. 2021                |

### Staffel 2
| Nr. (ges.) | Nr. (St.) | Originaltitel | Erstausstrahlung Deutschland |
| ---------- | --------- | ------------- | ---------------------------- |
| 7          | 1         | Vorrunde (1)  | 17. Juni 2022                |
| 8          | 2         | Vorrunde (2)  | 24. Juni 2022                |
| 9          | 3         | Vorrunde (3)  | 1. Juli 2022                 |
| 10         | 4         | Vorrunde (4)  | 8. Juli 2022                 |
| 11         | 5         | Vorrunde (5)  | 15. Juli 2022                |
| 12         | 6         | Finale        | 22. Juli 2022                |

### Staffel 3
| Nr. (ges.) | Nr. (St.) | Originaltitel | Erstausstrahlung Deutschland |
| ---------- | --------- | ------------- | ---------------------------- |
| 13         | 1         | Vorrunde (1)  | 23. Juni 2023                |
| 14         | 2         | Vorrunde (2)  | 30. Juni 2023                |
| 15         | 3         | Vorrunde (3)  | 7. Juli 2023                 |
| 16         | 4         | Vorrunde (4)  | 14. Juli 2023                |
| 17         | 5         | Vorrunde (5)  | 21. Juli 2023                |
| 18         | 6         | Vorrunde (6)  | 28. Juli 2022                |
| 19         | 7         | Finale        | 4. Aug. 2023                 |

### Staffel 4
| Nr. (ges.) | Nr. (St.) | Originaltitel | Erstausstrahlung Deutschland |
| ---------- | --------- | ------------- | ---------------------------- |
| 20         | 1         | Vorrunde (1)  | 6. Sep. 2024                 |
| 21         | 2         | Vorrunde (2)  | 13. Sep. 2024                |
| 22         | 3         | Vorrunde (3)  | 20. Sep. 2024                |
| 23         | 4         | Vorrunde (4)  | 27. Sep. 2024                |
| 24         | 5         | Finale        | 4. Okt. 2024                 |

### Staffel 5
| Nr. (ges.) | Nr. (St.) | Originaltitel | Erstausstrahlung Deutschland |
| ---------- | --------- | ------------- | ---------------------------- |
| 25         | 1         | Vorrunde (1)  | 8. Aug. 2025                 |
| 26         | 2         | Vorrunde (2)  | 15. Aug. 2025                |
| 27         | 3         | Vorrunde (3)  | –                            |
| 28         | 4         | Vorrunde (4)  | –                            |

### Specials
| Nr. (ges.) | Nr. (St.) | Originaltitel     | Erstausstrahlung Deutschland |
| ---------- | --------- | ----------------- | ---------------------------- |
| 1          | 1         | Promi-Special (1) | 29. Juli 2022                |
| 2          | 2         | Promi-Special (2) | 11. Aug. 2023                |
| 3          | 3         | Best-of           | 18. Aug. 2023                |